# Avranches
Avranches is een gemeente in het Franse departement Manche (regio Normandië). De plaats is de onderprefectuur van het arrondissement Avranches. De gemeente telde 10.225 inwoners op 1 januari 2022.
In de gemeente ligt spoorwegstation Avranches.

## Geschiedenis

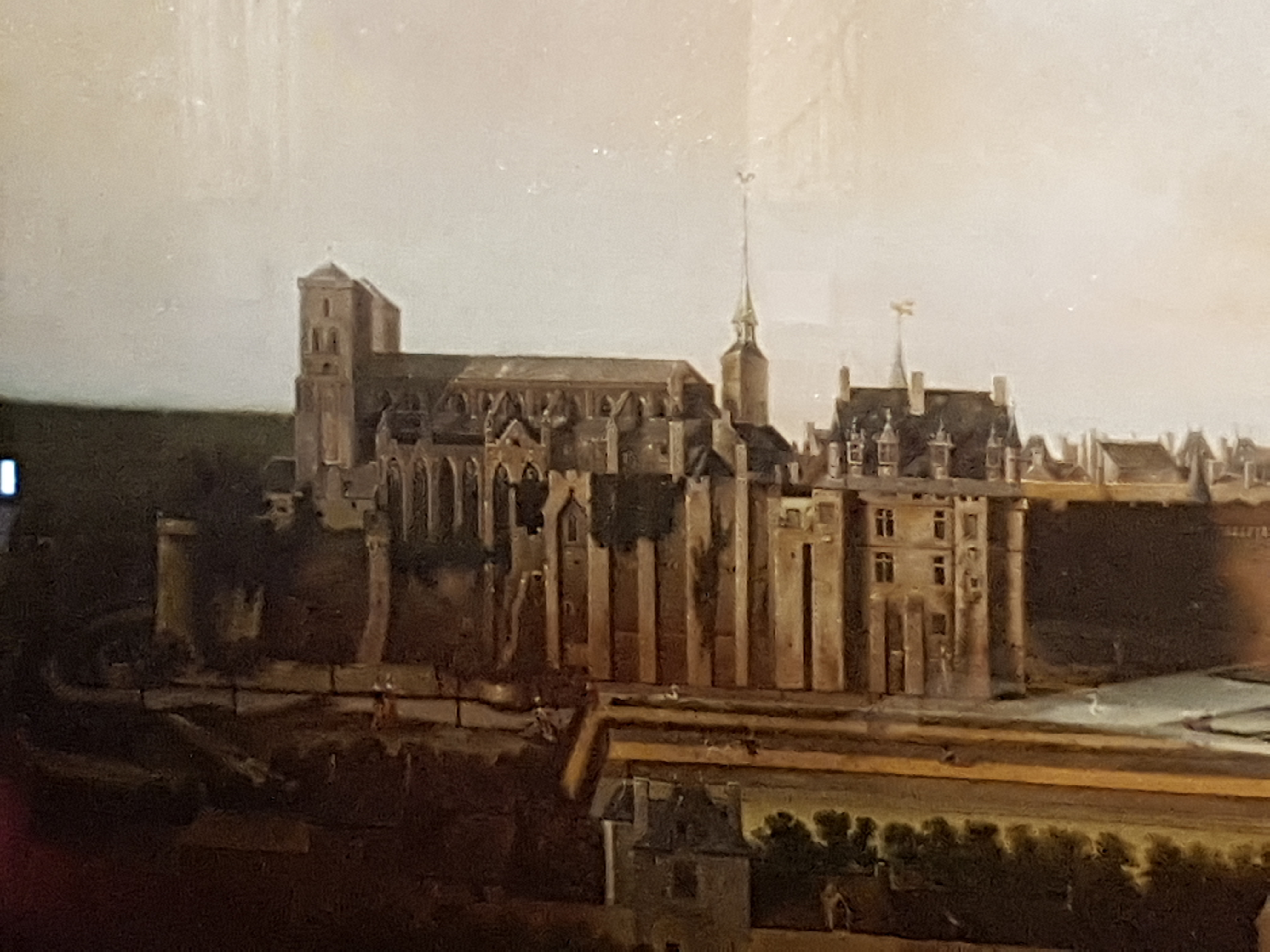
De kathedraal Saint-André in 1649

Al in de Gallo-Romeinse tijd was de plaats bewoond.
De stad werd gekerstend vanuit het zuiden. De Frankische koning Childerik zou hier in 460 een eerste kasteel hebben gebouwd en Karel de Grote liet dit kasteel verbouwen. Avranches werd rond 500 een bisschopsstad met Nepus als eerste bisschop. Bisschop Aubert stond aan de wieg van het heiligdom van Mont Saint-Michel door op die rots een oratorium te bouwen omstreeks 720. In 933 veroverde Willem I van Normandië de streek en zo werd Avranches een onderdeel van het hertogdom Normandië. In de 12e eeuw kreeg de stad een eerste omwalling en werd het bisschoppelijk paleis gebouwd. Dit gebouw diende tijdens de Franse Revolutie als gevangenis en werd in 1967 een museum. In de 14e eeuw werd de stadsomwalling gemoderniseerd.
Het bisdom Avranches werd in 1801 samengevoegd met het bisdom Coutances. De kathedraal ging verloren aan het begin van de 19e eeuw.
De stad werd zwaar gebombardeerd tijdens de Tweede Wereldoorlog. Op 1 januari 2019 werd Avranches uitgebreid met de per die datum opgeheven gemeente Saint-Martin-des-Champs.

## Geografie
De oppervlakte van Avranches bedroeg op 1 januari 2022 4,5 vierkante kilometer; de bevolkingsdichtheid was toen 2.272,2 inwoners per km².
De onderstaande kaart toont de ligging van Avranches met de belangrijkste infrastructuur en aangrenzende gemeenten.

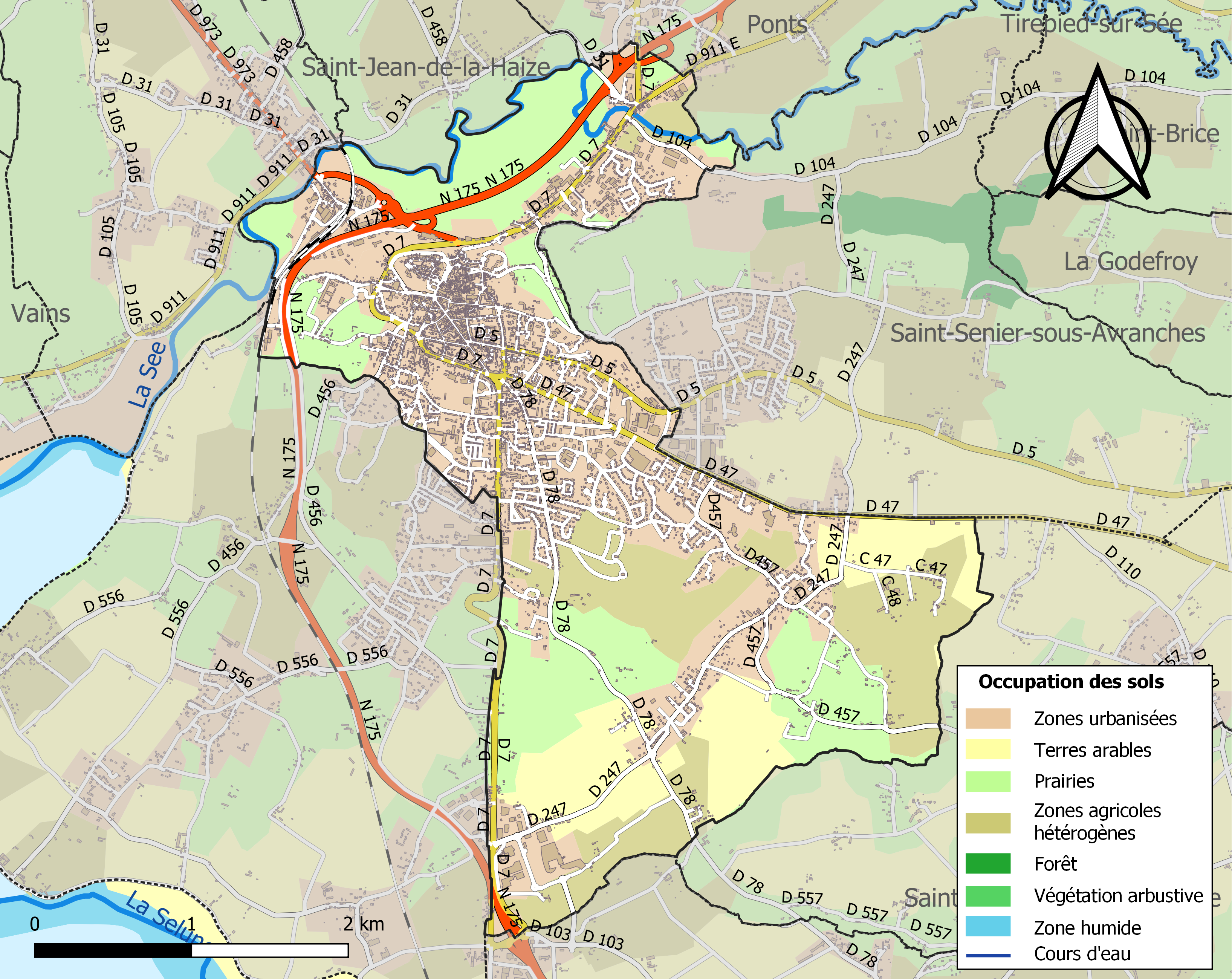

## Afbeeldingen

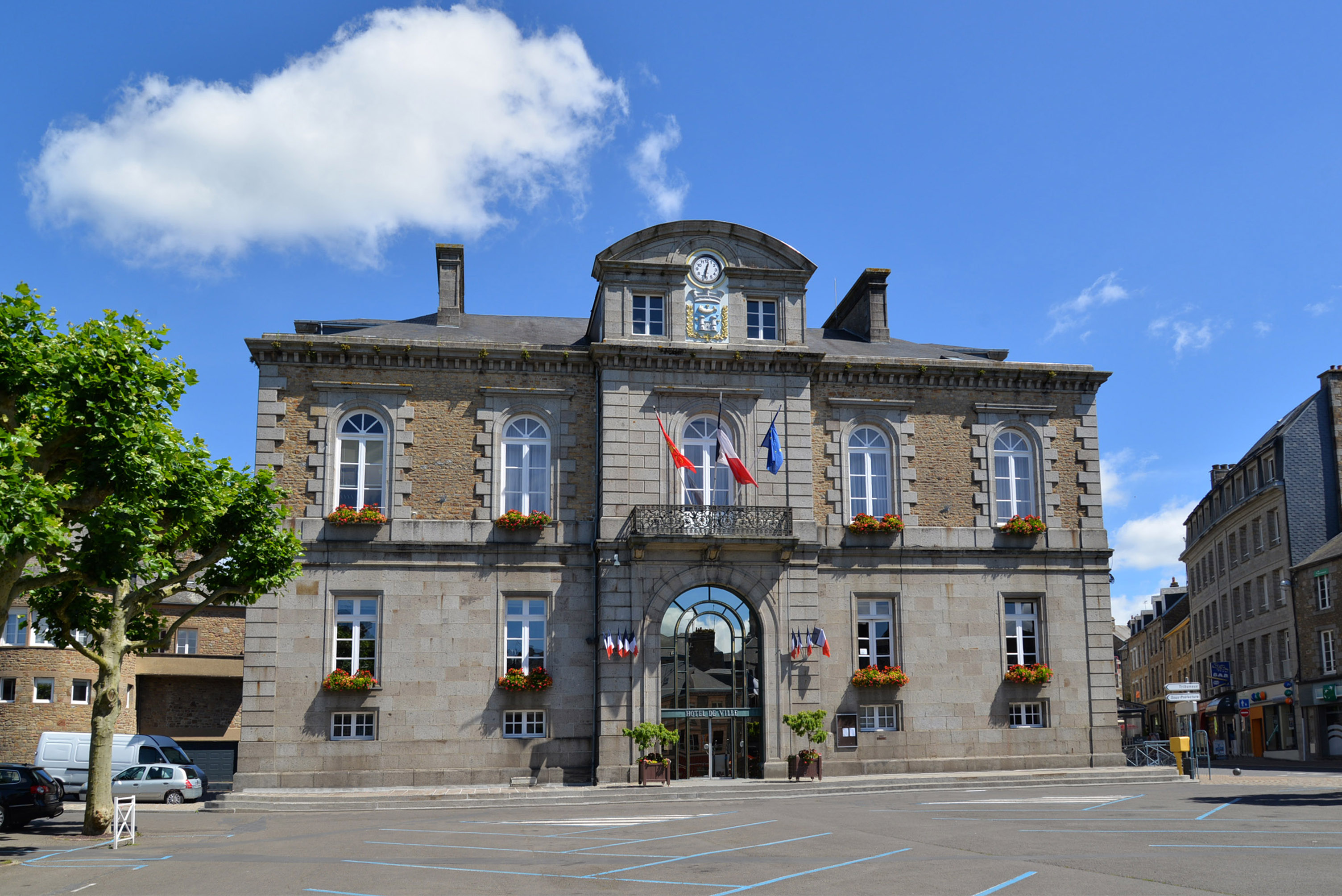
Stadhuis
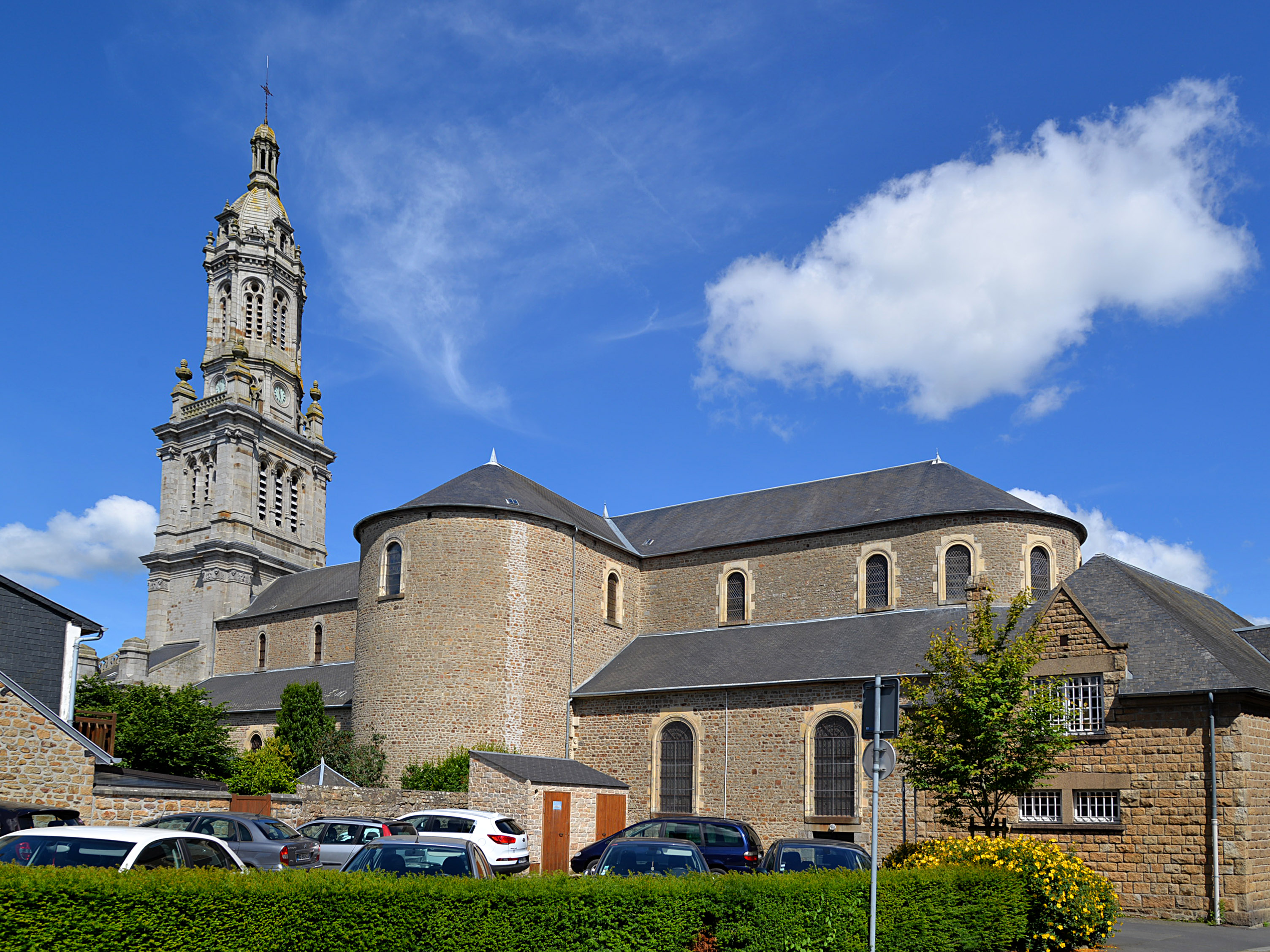
Basiliek Saint-Gervais
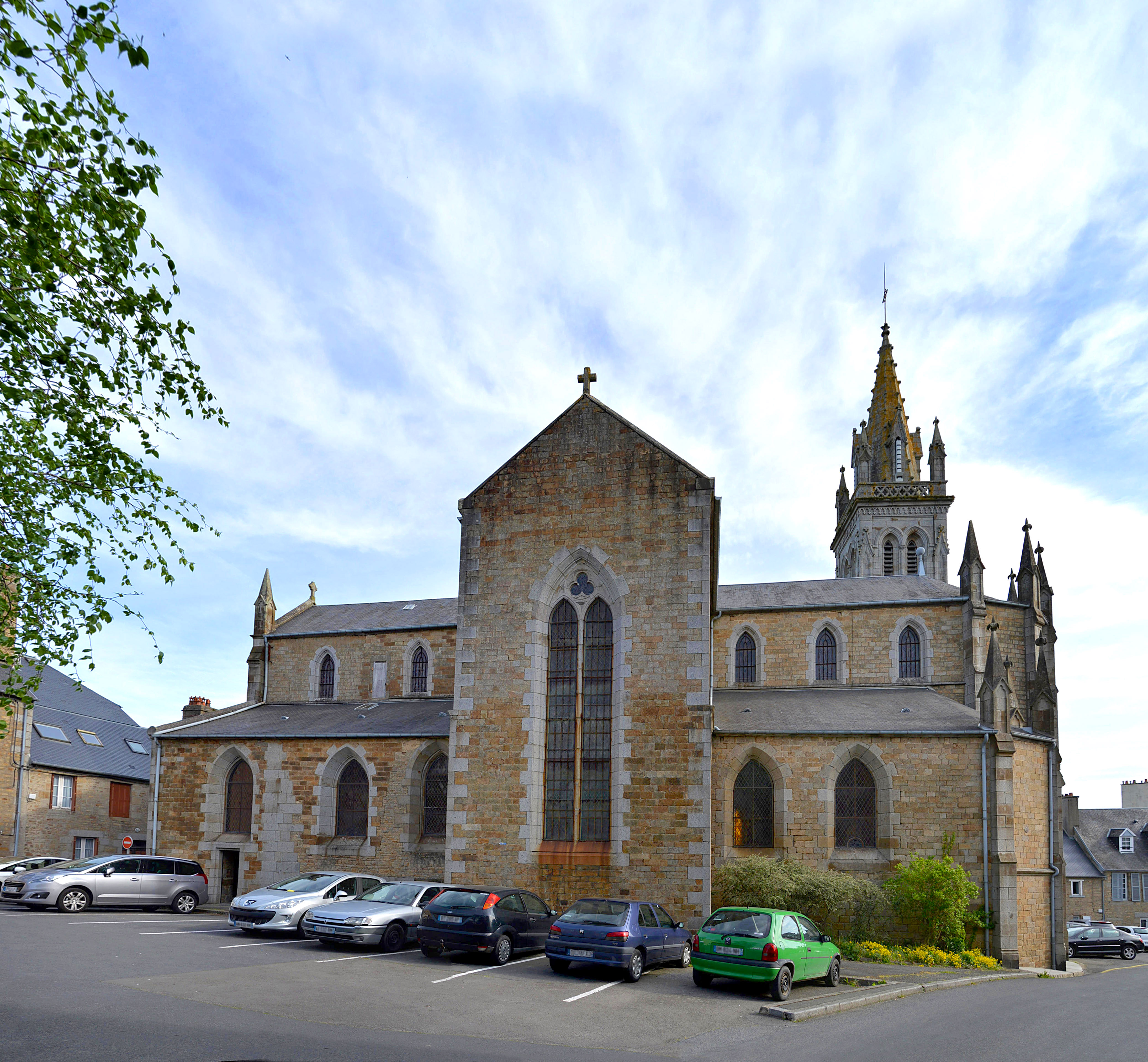
Kerk Saint-Saturnin
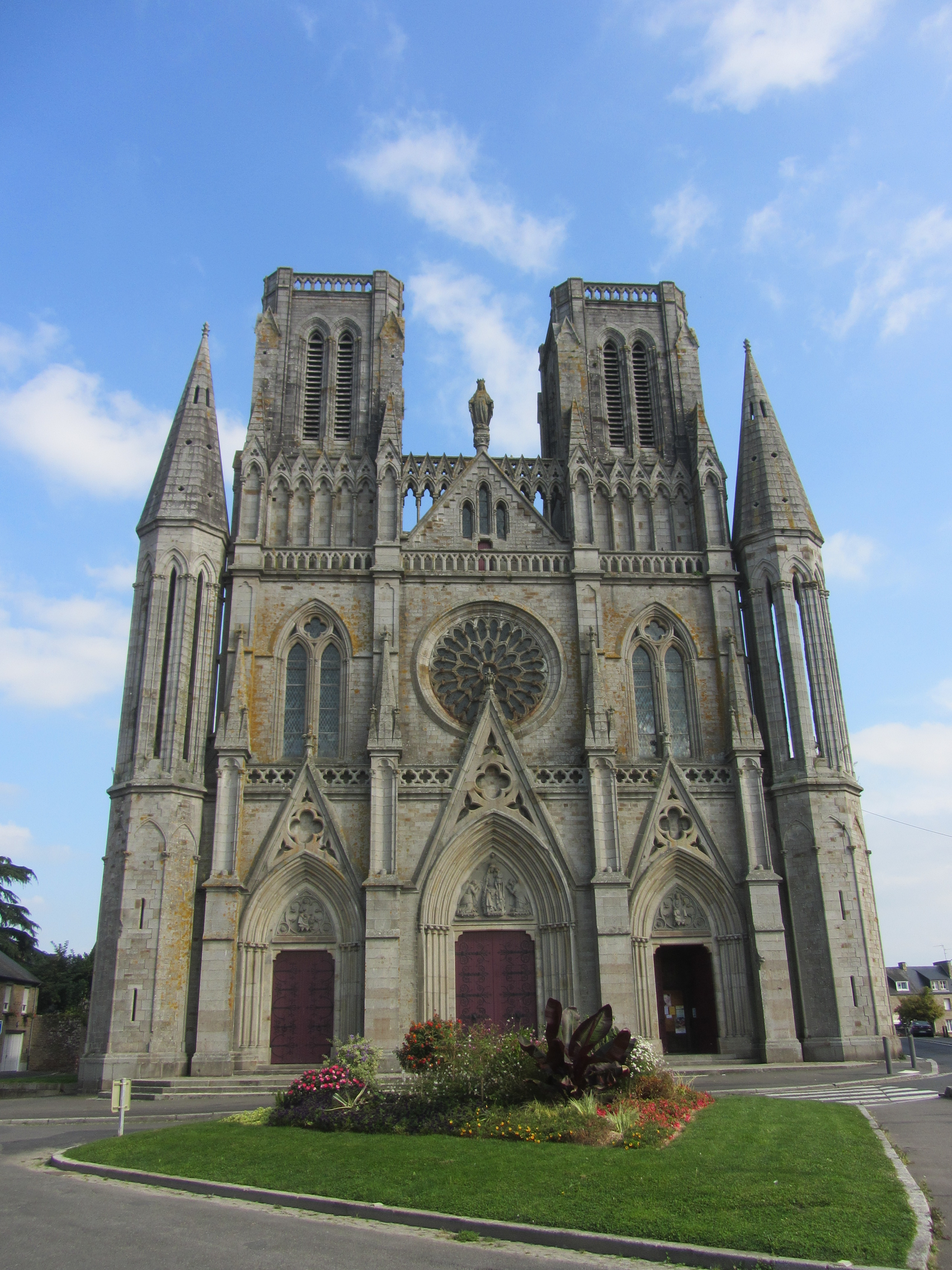
De neogotische kerk Notre-Dame-des-Champs
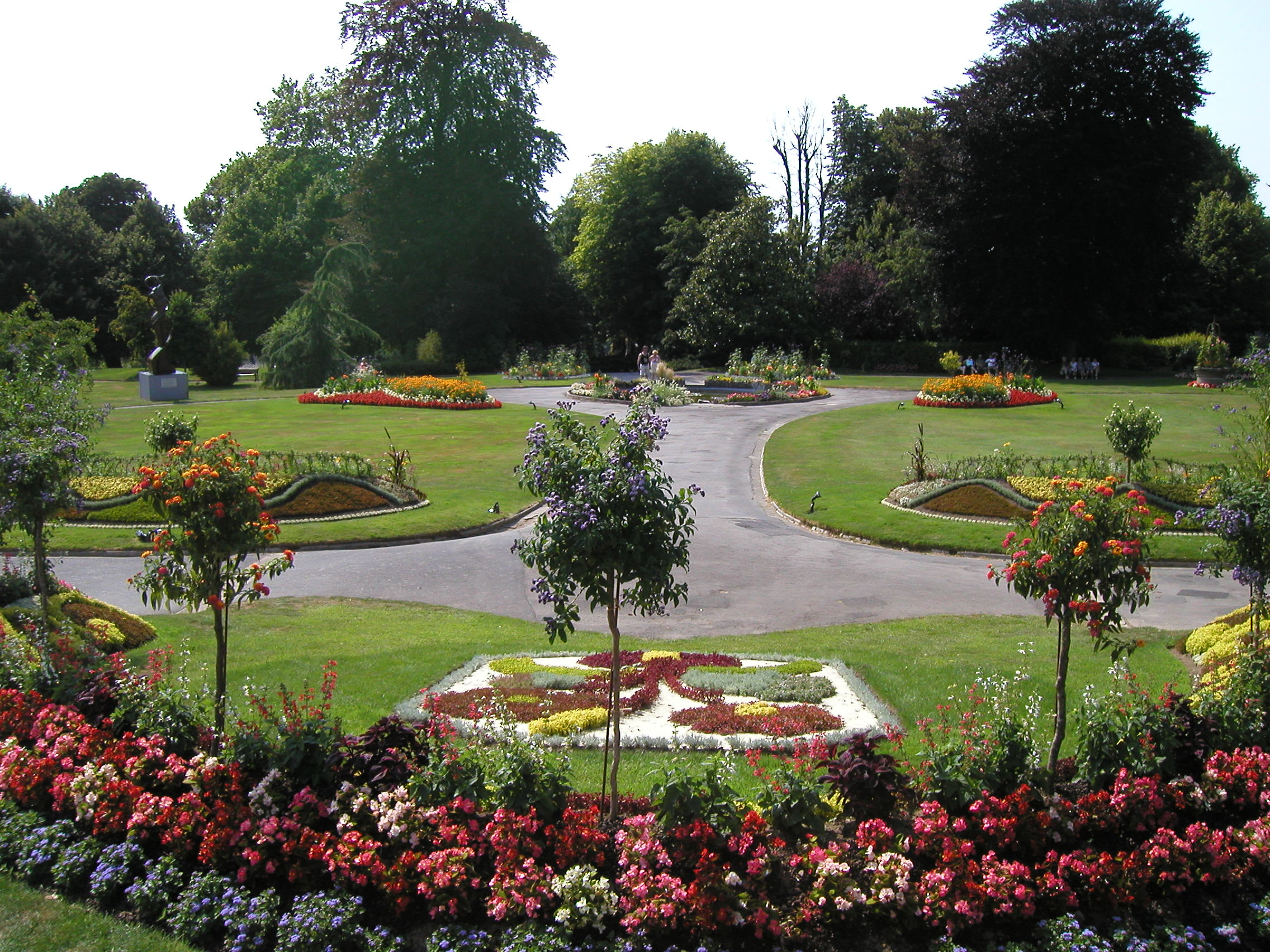
Plantentuin
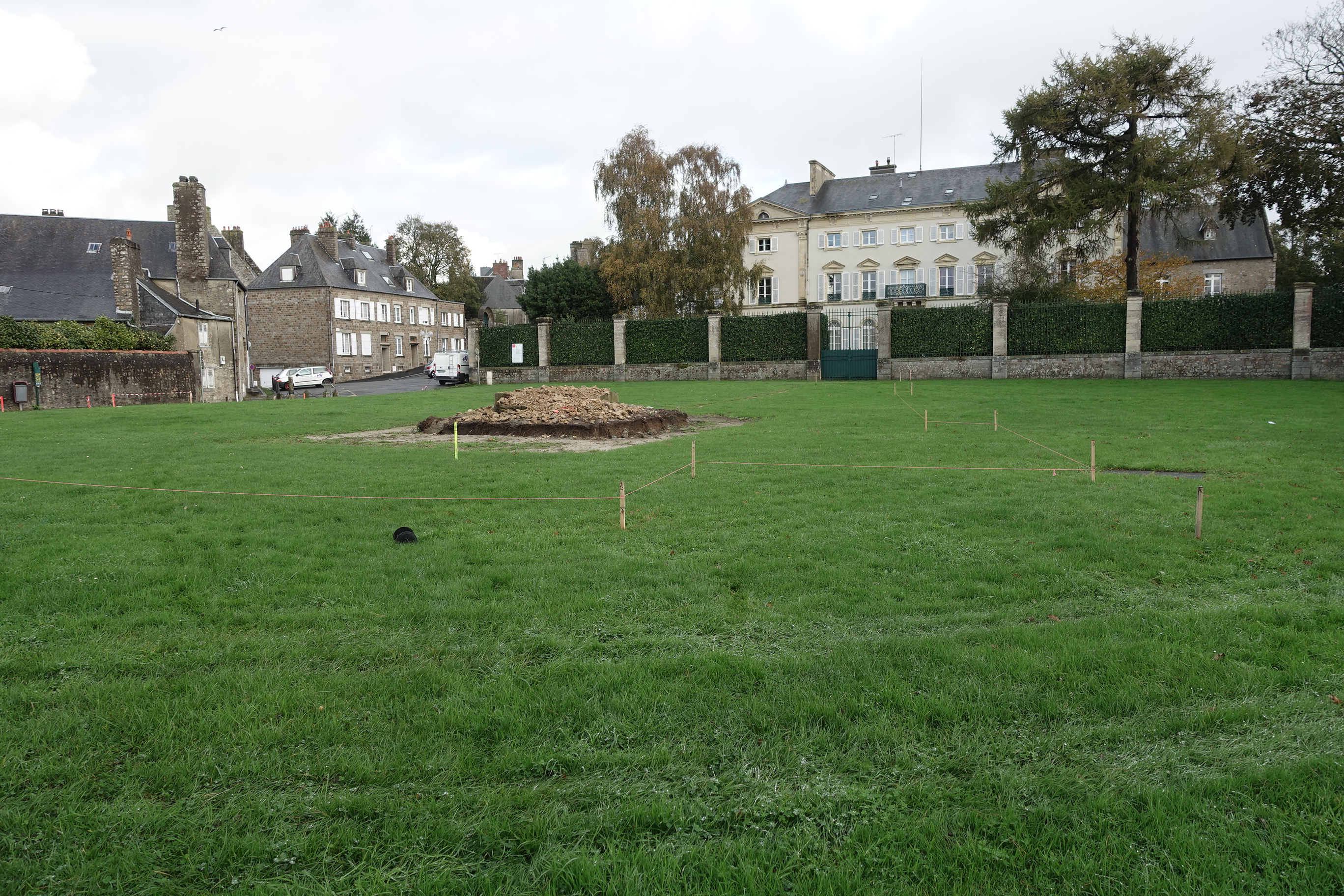
Resten van de kathedraal Saint-André

## Demografie
Onderstaande figuur toont het verloop van het inwonertal (bron: INSEE-tellingen).

## Sport
US Avranches is de plaatselijke voetbalvereniging.
Avranches is vier keer etappeplaats geweest in wielerkoers Ronde van Frankrijk. Daarbij lag twee keer de eindstreep van een etappe in Avranches. Dat leverde ritzeges op voor de ploeg GB-MG (1992) en de Australiër Bradley McGee (2002).

## Geboren in Avranches
- Jean-Luc Ponty (1942), violist en jazzcomponist
- Samuel Le Bihan (1965), acteur
- Fredy Fautrel (1971), voetbalscheidsrechter